# Manihot tripartita
Manihot tripartita är en törelväxtart som först beskrevs av Spreng., och fick sitt nu gällande namn av Johannes Müller Argoviensis. Manihot tripartita ingår i släktet Manihot och familjen törelväxter.

## Underarter
Arten delas in i följande underarter:
- M. t. humilis
- M. t. indivisa
- M. t. laciniosa
- M. t. tripartita
- M. t. vestita